# Scutellonema siamense
Scutellonema siamense is een rondwormensoort. De wetenschappelijke naam van de soort is voor het eerst geldig gepubliceerd in 1965 door Timm.